# Chatamnei
Chatamnei (kod Gatscheta Tcha támnei), jedna od izumrlih bandi Atfalati Indijanaca, porodica Kalapooian, koji su u periodu kontakta s Atfalatima živjeli oko deset milja (16 km) sjeverno od nekadašnjeg jezera Wapato Lake u okrugu Washington u Oregonu.